# 黃柏峪村
黃柏峪村，位於辽宁省本溪市南芬区思山岭满族乡，由威廉·麥唐納所創造，为中国第一处"可持續發展示範村"。截至2006年，超過40個人的房屋已經建成，但所用的施工方法，成本，材料和每一個房子的設計已經受到很大的批評。

## 参看
- 威廉·麥唐納